# إرث التوأم
إرث التوأم (بالإنجليزية: Twins Legacy) هي مانجا من نوع شونن من تأليف ورسم صلاح الدين شلي ،  صدرت  كمجلد باللغة الفرنسية في شهر أكتوبر من عام 2019 بالجزائر عن منشورات زد لينك (Z-link)، وقد نشرت أولى صفحاتها أول مرة في 2015 ضمن العدد 53 من مجلة لابسطور التابعة لنفس الجهة الناشرة للعمل.

## مختصر القصة
تحكي الأساطير والخرافات عن حجر أزرق نادر للغاية يمنح حاملة قوة خارقة.وقد حاول ومازال الرجال الجشعون يريدون الاستيلاء عليه منذ وقت بعيد بشتى الطرق من أجل الحصول على القوة، الثروة أو النفوذ.
آخر معركة وقعت بسبب الحجر الأزرق كانت قبل عامين في جبل أورتو. هناك ظهر بطل القصة جمال والذي لقب من طرف الجميع بـ "رعديد" بسبب أنه تم رؤيته يفر هاربا من المعركة ...